# Jeanne Maubourg
Jeanne Maubourg (née le 10 novembre 1875  à Namur - morte le 9 mai 1953 à Montréal) est une chanteuse (mezzo-soprano), comédienne et professeure.

## Biographie
Jeanne Maubourg est née à Namur (Belgique) le 10 novembre 1875 et a reçu ses premières notions musicales de son père, Alexis Maubourg, chef d'orchestre aux Théâtre des Galeries St-Hubert en Belgique. Elle poursuit sa formation à Nancy, ensuite à Alger et finalement à Paris où elle étudie l'art dramatique avec Maurice de Féraudy,. 
En 1897, elle entre au Théâtre de la Monnaie de Bruxelles où elle tient de nombreux rôles, notamment ceux de Musette (La Bohème), Hansel et Carmen. À partir de 1900, elle fait quatre saisons au Covent Garden de Londres alors dirigé par André Messager et, en 1909, elle est  engagée au Metropolitan Opera de New York où elle débute le 31 décembre (Lola dans Cavalleria Rusticana). Elle y demeure jusqu'en 1914, interprétant un nombre important de rôles de soutien. Mentionnons, parmi ces rôles, celui de Phénice dans la première américaine de l'opéra Armide de Gluck, le 14 novembre 1910, aux côtés de Caruso, Olive Fremstad, Louise Homer et Alma Gluck,  sous la direction de Toscanini.
En mars 1916, elle vient à Montréal pour chanter l'opérette Gillette de Narbonne,. Elle s'établit à Montréal vers 1917 et, le 10 janvier 1918, elle épouse le chef d'orchestre Albert Roberval. Elle participe à de nombreuses représentations d'opérettes avant de se joindre à la Société canadienne d'opérette en 1923 puis aux Variétés lyriques en 1936, deux troupes avec lesquelles elle s'illustre surtout dans des rôles de composition. Elle a également enseigné (au Conservatoire Lassalle et en séances privées) à (entre autres): Pierrette Alarie, Amanda Alarie, Fleurette Beauchamp, Camille Ducharme, Rolande Désormeaux, Honoré Vaillancourt, Roméo Mousseau, Guy Mauffette et Estelle Mauffette. 
Elle a été comédienne dans un des premiers films québécois "Le Père Chopin" (1945) et très active dans plusieurs feuilletons radiophoniques à Montréal. Elle a été, entre autres, une des vedettes principales du cycle de Robert Choquette des Velder dans les radioromans La Pension Velder (1938-1942) et Métropole (1943-1956). Elle y tenait le rôle de Joséphine Velder. Durant l'année 1948, elle marie en secondes noces Auguste Aramini un chanteur et comédien français établi à Montréal. 
Jeanne Maubourg décède le samedi 9 mai 1953 à Montréal,. Ses funérailles ont lieu le mercredi 13 mai à l'église Saint-Jacques à Montréal.

## Honneurs
À Montréal, l'avenue Maubourg (près de la rue Beaubien est et du boulevard Langelier) a été nommée en son honneur le 20 avril 1965.

## Sources
- Raymonde Bergeron et Marcelle Ouellette. Radio-Canada 1936-1986, Voix, visages et légendes, 1986